# Forever Slave
Forever Slave — іспанський готик-метал-гурт із Валенсії.

## Історія
«Forever Slave» заснували у 2000 році гітарист Сервалат (Сергіо Валат) та вокалістка Леді Ангеліка. Були випущені три демозаписи «Hate» (2000), «Schwarzer Engel» (2001) і «Resurrection» (2003). Останній демоальбом, присвячений історії Єлизавети Баторі, приніс гурту певну відомість на європейській темній сцені.
У 2005 році гурт підписав контракт з на лейблі Armageddon Music (Німеччина) і записав на ньому свій перший повноформатний альбом — концептуальний «Alice's Inferno», що потрапив до топ-27 іспанських чартів і був рецензований такими журналами, як Metal Hammer. В рамках промоції альбому «Forever Slave» виступали на численних фестивалях, зокрема на Wacken Open Air (Німеччина), Metal Female Voices Fest (Бельгія) і The Rock Stars Festival у Мадриді.
У тому ж році Леді Ангеліка була кандидатом на посаду вокалістки у гурті «Nightwish» після звільнення попередньої вокалістки Тар'ю Турунен (зрештою цю посаду отримала Анетт Ользон).
У 2008 році вийшов другий альбом гурту, «Tales for Bad Girls» на Wacken Records/SPV. В текстах альбому підіймаються такі теми, як СНІД, наркотики, гомосексуальні стосунки, кіберсекс і педофілія. Гурт вирушив в європейське турне разом з Kamelot і Firewind.
З жовтня 2009 року «Forever Slave» працювали над різними іншими проектами і наступним альбомом, який планувалося завершити у 2011 році, потім у 2013, але зрештою він так і не був випущений. Остання інформація про гурт у Facebook датується березнем 2015 року — тоді Леді Ангеліка туманно заявила, що вони переживають важкі часи, оскільки «багато закладів закрито, промоутери не дуже часто працюють з металевими групами» [sic]. Офіційні веб-сайти як гурту, так і Леді Ангеліки не оновлювалися з 2015 року. Судячи з цього, гурт припинив своє існування.

## Склад
- Леді Ангеліка — вокали
- Сергіо Валат (Сервалат) — гітари
- Азраель — бас-гітара
- Сенто — барабани

## Дискографія
- Hate (демо, 2000)
- Schwarzer Engel (демо, 2001)
- Resurrection (демо, 2004)
- Alice's Inferno (2005)
- Tales for Bad Girls (2008)[2]

Поява у DVD
- Live at Wacken 2006 (2006) — Tristeza
- Metal Tube Vol. 1 (2007) — Tristeza (концертне виконання)